# フランス科学アカデミーによる測地遠征
フランス科学アカデミーによる測地遠征（フランスかがくアカデミーによるえんちえんせい）は、18世紀に現在のエクアドルに遠征して赤道での地球の緯度の1度当たりの子午線弧の距離を測量することによって地球の形状を明らかするために派遣された地学調査である。この調査は最初の近代的な科学的手法による地学調査のひとつで最初の主要な国際的な科学遠征でもある。

## 背景
18世紀に科学界とりわけフランス科学アカデミー(Académie des sciences)において地球の形状が極軸に対して扁球状か長球状であるかに関して大きな論争が巻き起こっていた。
フランスの天文学者であるジャック・カッシーニは地球の形状は極軸方向に長いという説を支持していた。フランス国王ルイ15世と学士院は答えを出す為に二つの探検隊を派遣した。:一方は北極に近いラップランドのトルネ谷へスウェーデンの物理学者であるアンデルス・セルシウスとフランスの数学者であるピエール・ルイ・モーペルテュイの率いる探検隊が派遣され、もう一方の調査隊は赤道のエクアドルへ派遣された。パリではそれまでにカッシーニと他の人々が正確な測量を行っていた。

## 遠征

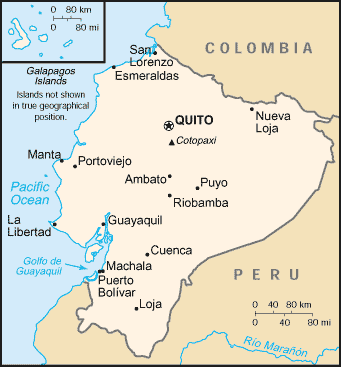
エクアドル

エクアドル遠征隊はフランスの天文学者である シャルル＝マリー・ド・ラ・コンダミーヌ、ピエール・ブーゲ、ルイ・ゴダン やスペイン人の地理学者であるJorge Juanやアントニオ・デ・ウジョーアによって率いられた。彼等は複数の助手を伴いその中には自然学者のジョセフ・ド・ジュシュー (Joseph de Jussieu) や Louisの従兄弟であるJean Godinもいた。ラ・コンダミーヌは旅行中にエクアドルの地理学者で測量技師のPedro Maldonadoとアマゾン川を下降した。(Maldonadoは後に科学研究を続けるために欧州へ渡った)
1735年5月にエクアドル調査隊はフランスを離れた。コロンビアのカリブ海岸に上陸してパナマに向け出帆し、陸地を横断して太平洋からスペインによってキト植民地と呼ばれたエクアドルに向けて航海を続けた。 エクアドルでは2つのグループに別れ熱帯雨林を超えて1736年6月にキトに到着した。
ブーゲー、ラ・コンダミーヌ、ゴダンと彼等の同僚達はエクアドルのキト付近の平原から南のクエンカの町までの地球の子午線弧の曲率を測定した。これらの測量によって初めて国際的なメートル法で測定された正確な地球の大きさが確認された。
1739年にエクアドルでの緯度3度に相当する子午線弧の長さを測定する測量が完了した。ラップランドに派遣されたモーペルテュイの調査隊は既に調査を終えて帰国していて地球が極方向に扁平な回転楕円体である事も明らかになったという報告が届いていたが、天文観測における問題は彼等をエクアドルに更に数年留まらせた。
ブーゲーは最初に遠征からカリブ海を渡ってフランスに戻った。ラ・コンダミーヌとマルドナドはアマゾン川経由で戻った。ゴダンはリマで教授の職について1746年の地震からの復興を手伝い1751年に欧州に戻った。ブーゲーとラ・コンダミーヌとスペイン人の士官達は互いに別の探検記を著した。それは欧州の目を異国へ向けて開かせ、南アフリカのフローラとファウナや偉大な自然学者で探検家のアレクサンダー・フォン・フンボルトや他の者達を探検に駆り立てた。

## 遠征中の観測
- UlloaとJuanはSan Agustin de Calloのインカの施設の建築を訪問して彼等が遺跡で観察した事を詳細に記録した。Ulloaは遺跡の図面を描いた[1]。

- 科学者達は1743年と1744年にコトパクシ山の噴火を二回目撃した[1]。

調査隊のメンバーには初めてゴム園(と天然ゴムの識別)に踏み入れた者もいた。(マラリア対策として)キニーネの効用の発見やメートル法を測定に使用した。

## その後の調査
19世紀末に科学アカデミーは最初の地学調査の結果を確認する為に同様の国際共同調査隊をエクアドルに派遣した。この2回目の調査は E. Maurain隊長と複数の軍人によって1901年から1906年にかけて率いられた。フランス人は(後に将軍になった)ジョルジュ・ペリエと後に重要な人類学者になり、パリの人類博物館を設立した軍医のパウロ・リベテの2人のみだった。

## 記念碑
二つのピラミッドがYaruqui(1740年代に破壊された)での測量においての基線で調査100周年の1836年に再建に選ばれた。この記念碑は次の世紀には修復されなかったが1936年にフランスの原型よりも低かったが200周年を記念して再建され2個目のピラミッドがエクアドルのサンアントニオピチンチャに建てられた。これらの記念碑は現存する。新しいキト国際空港がYaruqui盆地に開業した。測地調査の重要な遺物は現在は存在しない。
1936年エクアドルのフランス・アメリカ委員会はエクアドルの地理学者であるDr. Luis Tufiñoの発案による最初の測地隊到着の200周年の記念碑の建立を支援した。高さ10mの記念碑がエクアドルのピチンチャ県のサン・アントニオ・デ・ピチンチャのミッター・デル・ムンド に建てられた。しかしながら調査隊がその地域を訪れたという記録は無い。
フレデリックエドウィン協会の"Cayambe"の絵画には実際のエクアドルではない不審な類似点がある。
有名な建築家であるラファエル・ヴィニオリによって新しいピラミッドを赤道上に建設する計画がある。

## 出版物
- Relación histórica del viaje a la América meridional, Jorge Juan and Ulloa, 1748
- Figure de la terre determine, Bouguer, 1749
- Journal du voyage, La Condamine, 1751
- Le procès des étoiles 1735-1771 ASIN: B0000DTZN6
- Le Procès des étoiles ASIN: B0014LXB6O
- Le procès des étoiles 1735-1771 ISBN 9782232118623
- LES PROCES DES ETOILES, 1735-1771 ISBN 9782232101762